# Anizogamie

Příklady anizogamie

Anizogamie je typ pohlavního rozmnožování, při němž splývají pohlavní buňky (gamety) nestejné velikosti. Je výrazně častější než izogamie, tedy stav, kdy mají obě splývající buňky stejnou velikost. Menší z gamet představuje samčí pohlaví, větší gameta je samičí (tedy nezáleží na roli rodiče, jak je vidno např. u samců mořských koníků, kteří ve vaku nosí vyvíjející se vajíčka).
Oogamie je považována za typ anizogamie.

## Evoluce
Anizogamní typ pohlavního rozmnožování se pravděpodobně mnohokrát nezávisle vyvinul z izogamie, která je evolučně starší a původní. Rozrůznění velikostí pohlavních buněk bylo prvním impulsem, který vedl ke vzniku fenoménu pohlavní dvojtvárnosti. Existuje množství evolučních modelů, které se vývojem anizogamie zabývají. Obvykle vycházejí z předpokladu, že už před vznikem anizogamie existovalo několik pohlavních typů (mating type), případně tuto změnu vysvětlují na základě konkrétních mutací. K výzkumu významně přispěla studie Parkera, Bakera a Smithe z roku 1972 (). Je založena na dvou evolučních předpokladech: čím větší jsou gamety, tím větší má zygota šanci na přežití. Naopak, čím menší jsou gamety, tím více jich daný jedinec může vyprodukovat.